# Deathcore
Deathcore er en heavy metal-undergenre, som er en slags blanding af dødsmetal og metalcore.
I forhold til genrer som deathgrind hælder deathcore i større grad mod metalcore, men beholder dog stadig en vis indflydelse fra dødsmetal og dennes hurtighed og tunge riffs. Deathcore benytter meget high/fry-screams og sort tøj i stil med punk. Gode eksempler på deathcore, er Suicide Silence, Job For A Cowboy og Whitechapel.
| Musik | Spire Denne musikartikel er en spire som bør udbygges. Du er velkommen til at hjælpe Wikipedia ved at udvide den. |